# II. třída okresu Náchod 2003/2004
V soubojích fotbalové II. třídy okresu Náchod 2003/2004, jedné ze skupin 8. nejvyšší fotbalové soutěže, se utkalo 14 týmů dvoukolovým systémem podzim – jaro. Tento ročník skončil v červnu 2004.
Postup do I. B třídy Královéhradeckého kraje 2004/2005 si zajistily vítězný tým TJ Slovan Broumov „B“. Sestoupil tým TJ Jiskra Veba Machov.

## Výsledná tabulka
| Poř. | Tým                              | Z  | V  | R  | P  | VG | OG | B  |
| ---- | -------------------------------- | -- | -- | -- | -- | -- | -- | -- |
| 1.   | TJ Slovan Broumov „B“            | 26 | 15 | 6  | 5  | 87 | 37 | 51 |
| 2.   | TJ Sokol Velká Jesenice          | 26 | 15 | 3  | 8  | 66 | 54 | 48 |
| 3.   | MFK Nové Město nad Metují        | 26 | 11 | 7  | 8  | 60 | 43 | 40 |
| 4.   | TJ Sokol Stárkov                 | 26 | 12 | 4  | 10 | 54 | 54 | 40 |
| 5.   | TJ Sokol Hejtmánkovice           | 26 | 11 | 5  | 10 | 67 | 55 | 38 |
| 6.   | TJ Spartak Police nad Metují „B“ | 25 | 12 | 1  | 12 | 66 | 50 | 37 |
| 7.   | TJ Slavoj Teplice nad Metují     | 25 | 10 | 6  | 9  | 41 | 35 | 36 |
| 8.   | TJ Sokol Provodov „B“            | 26 | 10 | 4  | 12 | 39 | 65 | 34 |
| 9.   | TJ Sokol Mezilesí                | 26 | 9  | 6  | 11 | 54 | 63 | 33 |
| 10.  | TJ Lokomotiva Meziměstí          | 26 | 7  | 10 | 9  | 62 | 65 | 31 |
| 11.  | TJ Sokol Božanov                 | 26 | 9  | 4  | 13 | 48 | 68 | 31 |
| 12.  | TJ Velké Poříčí „B“              | 26 | 8  | 6  | 12 | 43 | 63 | 30 |
| 13.  | TJ Jiskra Veba Machov            | 26 | 8  | 6  | 12 | 51 | 74 | 30 |
| 14.  | TJ Sokol Zábrodí                 | 26 | 8  | 4  | 14 | 44 | 56 | 28 |

Poznámky:
- Z = Odehrané zápasy; V = Vítězství; R = Remízy; P = Prohry; VG = Vstřelené góly; OG = Obdržené góly; B = Body; (S) = Mužstvo sestoupivší z vyšší soutěže; (N) = Mužstvo postoupivší z nižší soutěže (nováček)

|  | Postup do I. B třídy Královéhradeckého kraje 2004/2005 |
|  | Sestup do III. třídy okresu Náchod 2004/2005           |